# Główna Biblioteka Pracy i Zabezpieczenia Społecznego

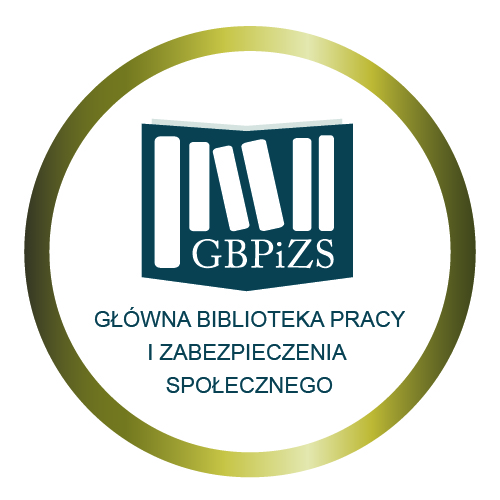
Logo Głównej Biblioteki Pracy i Zabezpieczenia Społecznego

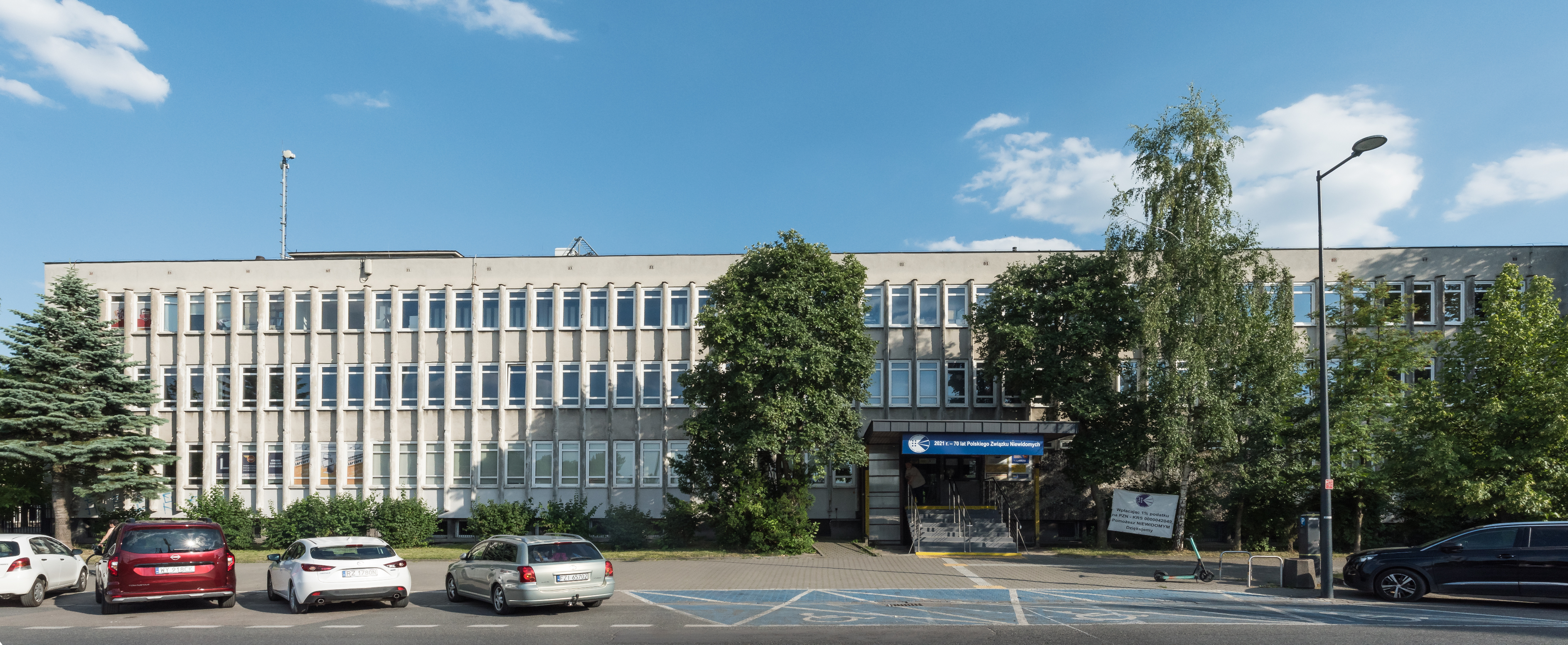
Budynek przy ul. Konwiktorskiej 7, w którym mieści się Dział Zbiorów dla Niewidomych GBPiZS

Główna Biblioteka Pracy i Zabezpieczenia Społecznego (GBPiZS) – biblioteka naukowa w Warszawie, będąca samodzielną jednostką organizacyjną nadzorowaną przez Ministra Rodziny, Pracy i Polityki Społecznej. W skład GBPiZS wchodzą Dział Zbiorów Pracy i Zabezpieczenia Społecznego oraz Dział Zbiorów dla Niewidomych. 
Biblioteka ma siedzibę przy ul. Zabranickiej 8L w dzielnicy Targówek. Dział Zbiorów dla Niewidomych znajduje się przy ul. Konwiktorskiej 7 w dzielnicy Śródmieście.

## Specjalizacja i zadania
Jest to ogólnodostępna specjalistyczna biblioteka naukowa posiadająca zbiór z zakresu pracy i spraw socjalnych oraz zagadnień pokrewnych. Biblioteka współpracuje z Instytutem Pracy i Spraw Socjalnych, Centralnym Instytutem Ochrony Pracy, Państwowym Funduszem Rehabilitacji Osób Niepełnosprawnych, Zakładem Ubezpieczeń Społecznych, Biblioteką Głównego Urzędu Statystycznego, z bibliotekami i ośrodkami informacji naukowej, głównie o profilu ekonomiczno-społecznym, uczelniami państwowymi i niepaństwowymi oraz Międzynarodową Organizacją Pracy.
Przedstawiciele Biblioteki od lat uczestniczą w życiu zawodowym i społecznym środowiska naukowego i bibliotekarskiego, biorą udział w różnego rodzaju konferencjach, naradach, seminariach i szkoleniach, wygłaszają referaty na zjazdach, konferencjach i seminariach bibliotekarskich i w innych gremiach.
Głównymi użytkownikami są pracownicy Ministerstwa Rodziny, Pracy i Polityki Społecznej, pracownicy naukowi Instytutu Pracy i Spraw Socjalnych, szkół wyższych, kadra profesorska, pracownicy administracji rządowej oraz studenci, magistranci i doktoranci, a także wszyscy pozostali zainteresowani problematyką szeroko pojętej pracy.
Głównej Bibliotece Pracy i Zabezpieczenia Społecznego podlega także Dział Zbiorów dla Niewidomych. Obejmuje on księgozbiór tworzony dla potrzeb czytelników z dysfunkcją wzroku i innych osób niepełnosprawnych, niemogących czytać zwykłego druku.

## Historia
Główna Biblioteka Pracy i Zabezpieczenia Społecznego ma swoją genezę w specjalistycznej bibliotece powstałej przy Ministerstwie Pracy i Opieki Społecznej w 1918 roku. Liczący w 1920 r. 1000 woluminów księgozbiór Biblioteki był stopniowo wzbogacany poprzez systematyczne zakupy z funduszy Ministerstwa Pracy i Opieki Społecznej. W ten sposób powstała – w opinii Piotra Grzegorczyka – jedną z najlepszych bibliotek specjalistycznych w ówczesnej Polsce.
Do wojny Biblioteka powiększała swoje zasoby. W 1939 liczyła już 36 tys. woluminów, a w czasie działań wojennych uległa prawie całkowitemu zniszczeniu. W roku 1941, aby uniknąć dalszej dewastacji księgozbioru, włączono ją do Oddziału III Biblioteki Państwowej i złożono w gmachu Biblioteki Krasińskich.
Nieznaczna część ocalonych zbiorów zachowała się do tej pory i ma swoje miejsce w Głównej Bibliotece Pracy i Zabezpieczenia Społecznego. Świadczą o tym pieczątki, znaki własności na najstarszych, zgromadzonych w GBPiZS wydawnictwach. Po wojnie gromadzono księgozbiór na nowo, wzbogacano go, uzupełniano.
Od 1962 roku Biblioteka była związana z Instytutem Pracy jako Działowy Ośrodek Informacji Naukowo-Technicznej i Ekonomicznej. W Ośrodku zaczęto gromadzić książki, czasopisma, prace naukowe i inne materiały do szerokoprofilowych badań nad pracą.
Działowy Ośrodek INTE zaczął wydawać serwisy informacyjne: „Informację Ekspresową” – miesięcznik i „Wykaz Nabytków Biblioteki” – również miesięcznik. Podjęto też prace nad przygotowywaniem materiałów do Katalogu prac niepublikowanych wykonanych, prowadzonych lub planowanych w wyższych uczelniach i instytutach naukowo-badawczych z zakresu ekonomicznych i społecznych zagadnień pracy. W Ośrodku podjęto również próbę prezentacji polskiego dorobku piśmienniczego z zakresu ekonomicznych i społecznych zagadnień pracy. Działalność ukierunkowano na opracowywanie bibliografii, a tym samym na zaspokajanie potrzeb informacyjnych pracowników naukowych Instytutu Pracy, głównych użytkowników Ośrodka.
W roku 1962 zainicjowano wydawanie Bibliografii Ekonomicznych i Społecznych Zagadnień Pracy – rocznika. Wiązało się to przede wszystkim z wyodrębnieniem kompleksowej dyscypliny pod nazwą „nauka o pracy” oraz z koniecznością ujęcia polskiego piśmiennictwa z tego zakresu w uporządkowanym spisie bibliograficznym. Pomysł tego wydawnictwa uzyskał poparcie środowisk naukowych oraz praktyków z życia gospodarczego. Bibliografia ta nieprzerwanie ukazuje się do dziś, a drukowana jest już od lat w Zakładzie Poligraficzno-Wydawniczym Ministerstwa Pracy Rodziny i Polityki Społecznej.
W lipcu 1970 roku Instytut Pracy został zlikwidowany, a Działowy Ośrodek INTE stał się częścią utworzonego Zakładu Badań Ekonomiki Pracy. 24 czerwca 1972 r. Uchwałą nr 178 Rady Ministrów reaktywowano Instytut Pracy pod nazwą Instytut Pracy i Spraw Socjalnych, a Działowy Ośrodek Informacji Naukowej Technicznej i Ekonomicznej zmienił wówczas nazwę na Bibliotekę Pracy i Zabezpieczenia Społecznego.
Zarządzeniem Nr 57 Ministra Pracy, Płac i Spraw Socjalnych z dnia 4 grudnia 1973 r. została utworzona Główna Biblioteka Pracy i Zabezpieczenia Społecznego z przekształcenia i usamodzielnienia Biblioteki Pracy i Zabezpieczenia Społecznego.
Uchwałą nr 1 Rady Ministrów z dnia 5 stycznia 1974 r. GBPiZS zyskała status biblioteki naukowej.
Obecnie GBPiZS działa na podstawie Zarządzenia nr 28 Ministra Pracy i Polityki Społecznej z dnia 25 września 2013 r., wraz ze statutem.
Od 2013 r. Biblioteka istnieje w powiększonej strukturze. W skład GBPiZS wchodzą: Dział Zbiorów Pracy i Zabezpieczenia Społecznego oraz Dział Zbiorów dla Niewidomych.

## Ośrodek Informacji Naukowej
Zgodnie ze Statutem Biblioteki działalność informacyjna jest jednym z jej podstawowych zadań. GBPiZS pełni rolę centralnego ośrodka informacji naukowej w zakresie pracy i zabezpieczenia społecznego.
Ośrodek Informacji Naukowej, działający w strukturze Działu Zbiorów Pracy i Zabezpieczenia Społecznego, udziela bezpośrednio, telefonicznie oraz poprzez e-mail i fax wszelkich informacji, za pomocą których można dotrzeć do poszukiwanej literatury. Prowadzi też stałe serwisy informacyjne – należą do nich:
1. Bibliografia Ekonomicznych i Społecznych Zagadnień Pracy. Piśmiennictwo polskie za rok (…). Ukazały się tomy za lata 1962–2019[4].
2. Praca i Polityka Społeczna. Analizy artykułów z czasopism angielsko-, francusko- i niemieckojęzycznych od 2018 r. publikowane w formie elektronicznej na stronie internetowej Biblioteki. Wcześniej (od 1963 r.) wydawane w formie publikacji papierowej, jako miesięcznik[5].
3. Rodzina, Praca i Polityka Społeczna. Przegląd czasopism polskich w wyborze. Ukazuje się od 1974 r., jako tygodnik. Obecnie dostępny w wersji elektronicznej na stronie internetowej Biblioteki[6].
4. Wykaz nabytków. Ukazuje się od 1973 r. w formie miesięcznika. Obecnie dostępny w wersji elektronicznej na stronie internetowej Biblioteki[7].
5. Ekonomiczne i społeczne zagadnienia pracy w Dzienniku Ustaw i Monitorze Polskim. Ukazuje się od 2014 r. Obecnie dostępny w wersji elektronicznej na stronie internetowej Biblioteki[8][9].

Ośrodek Informacji Naukowej opracowuje i wydaje bibliografie monotematyczne poświęcone tematyce pracy i zabezpieczenia społecznego oraz bibliografie osobowe dokumentujące dorobek naukowy osób związanych z dziedzinami takimi jak: prawo pracy, polityka społeczna, zagadnienia rynku pracy i ubezpieczeń społecznych. Dotychczas ukazało się 145 takich bibliografii.
Ponadto na potrzeby Działu Zbiorów dla Niewidomych Ośrodek od 2015 r. wydaje także Katalog nowości czytelniczych książek mówionych w standardzie Daisy i formacie Czytak.

## Dział Zbiorów Pracy i Zabezpieczenia Społecznego – zbiory

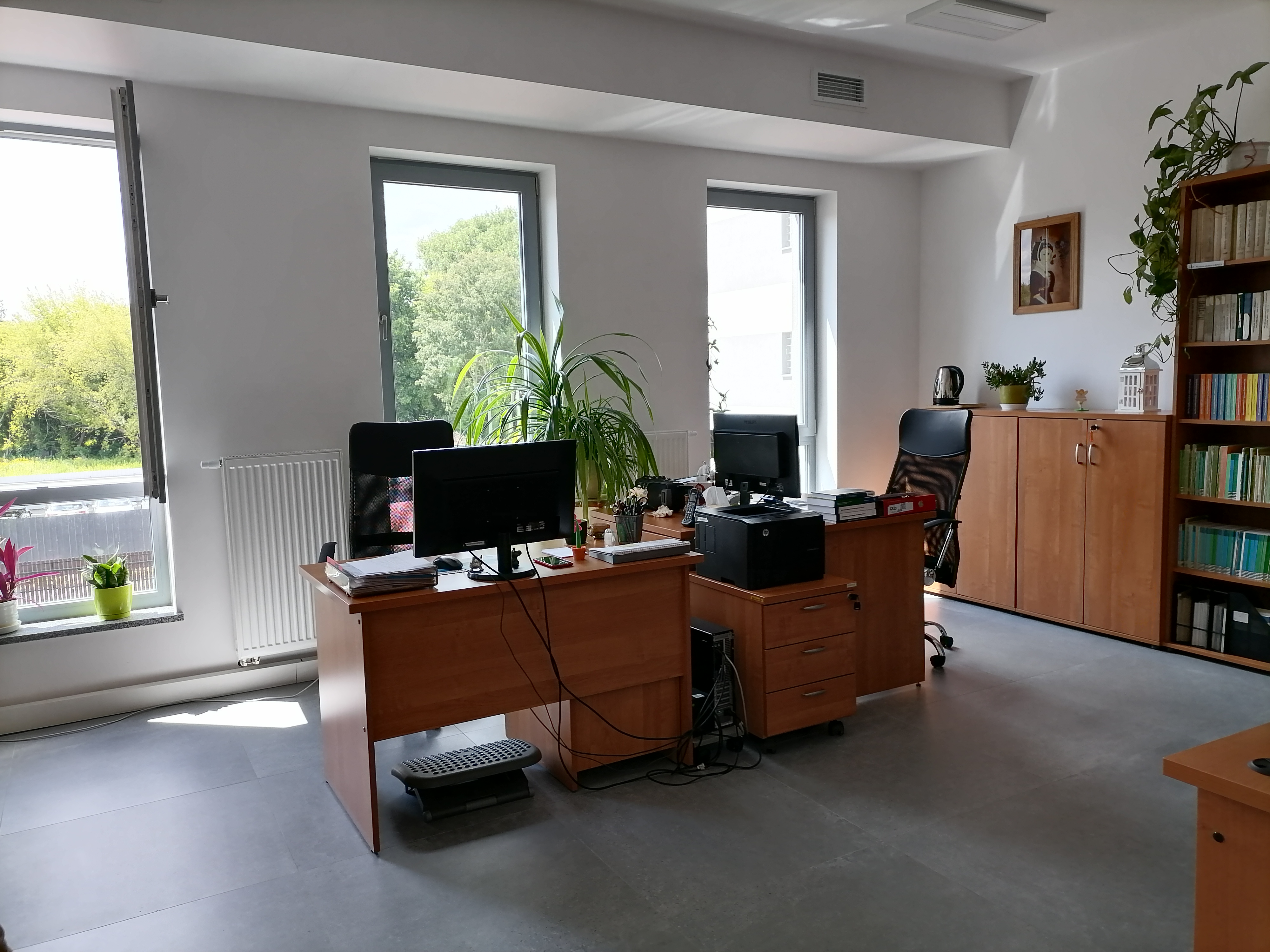
Wypożyczalnia GBPiZS przy ul. Zabranieckiej 8L

Dział Zbiorów Pracy i Zabezpieczenia Społecznego gromadzi dorobek piśmienniczy na temat różnych aspektów pracy, zarówno w płaszczyźnie ekonomicznej, jak i prawnej, socjalnej, psychologicznej i socjologicznej, polityki socjalnej na rzecz rodziny oraz szeroko pojętego zabezpieczenia społecznego.
Księgozbiór jest stale powiększany o nowe pozycje. Na koniec I poł. 2019 r. liczył on 55 100 wydawnictw zwartych, prawie 4500 wydawnictw specjalnych oraz około 18 000 czasopism (polskich i zagranicznych).
Na księgozbiór Głównej Biblioteki Pracy i Zabezpieczenia Społecznego składają się:
1. Pozycje przejęte po Komitecie Pracy i Płac. Jest to tzw. „stary zbiór”. W głównej mierze obejmuje on publikacje XX w., piśmiennictwo zarówno sprzed, jak i po 1945 r. Znajdują się tu także cenne i interesujące wydawnictwa z XIX stulecia. Zaliczyć do nich można np. „Dziennik praw”, „Volumina Legum”, T.l-8 + Inwentarz (wyd. w Petersburgu w latach 1859–1860 przez Józefa Ohryzkę). Ze starszych publikacji wymienić warto m.in. czasopisma z zakresu pracy ukazujące się na początku XX w.: „Life and Labour” wydawane w Chicago przez The National Womens Trade Union Leage oraz „The Labour Gazette. Official Journal of the Departament of Labour” (Ottawa).
2. Kilkutysięczny zbiór wydawnictw Międzynarodowej Organizacji Pracy (International Labour Organization), w tym wszystkie konferencje MOP w języku angielskim i francuskim.
3. Układy Zbiorowe Pracy – zawierane i publikowane przed 1975 rokiem w sposób kompleksowy określały warunki wynagradzania za pracę i przyznawania innych świadczeń związanych z pracą. Dziś są one pomocne w ustaleniu podstawy wysokości emerytury. Dokumentów tych nie posiadają Archiwum Akt Nowych i Departament Dialogu i Partnerstwa Społecznego MRPiPS. Główna Biblioteka Pracy i Zabezpieczenia Społecznego jako jedyna w kraju ma je w swoich zbiorach.
4. Bibliografie osobowe i monotematyczne wydawane przez Główną Bibliotekę Pracy i Zabezpieczenia Społecznego w ramach prowadzonej działalności naukowej[10].
5. Wydawnictwa specjalne, na które składają się prace doktorskie przekazywane Głównej Bibliotece Pracy i Zabezpieczenia Społecznego przez Instytut Pracy i Spraw Socjalnych, a także raporty i sprawozdania Ministerstwa Rodziny, Pracy i Polityki Społecznej oraz instytucji mu podległych.
6. Prenumerowane przez GBPiZS czasopisma naukowe – polskie i zagraniczne. Ponad połowa czasopism zagranicznych prenumerowanych przez Bibliotekę, to jedyne bądź drugie egzemplarze w kraju. Są one dokumentowane, a streszczenia artykułów ważnych z punktu widzenia zainteresowania resortu rodziny, pracy i polityki społecznej – zamieszczane w miesięczniku informacyjnym Biblioteki „Praca i Polityka Społeczna” publikowanym na stronie internetowej Biblioteki.

Od grudnia 2018 r. zbiory udostępniane są czytelnikom już nie tylko w formie tradycyjnej, ale także cyfrowej.

## Dział Zbiorów dla Niewidomych – zbiory
Trzon księgozbioru Działu Zbiorów dla Niewidomych stanowi literatura piękna, klasyka, powieści dla dzieci, młodzieży i dorosłych; pozycje popularnonaukowe, poradniki, książki w językach obcych oraz bieżące i archiwalne czasopisma środowiska niewidomych i słabowidzących.
Na koniec I poł. 2019 r. księgozbiór sekcji książki mówionej liczył 14 661 pozycji, książki brajlowskiej – 6 775, a tyflologiczny – ponad 3 000.
Księgozbiór, ze względu na sposób zapisu, dzieli się na:
1. Publikacje drukowane pismem Braille’a: księgozbiór, prócz gatunków wyżej wymienionych zawiera podręczniki szkolne, słowniki, nuty, mapy, atlasy, dziewiętnastowieczne druki i manuskrypty.
2. Książki mówione: na kasetach magnetofonowych (wypożyczane do dziś), na płytach CD, w zapisie cyfrowym (w standardzie Daisy i formacie Czytak).
3. Zbiory tyflologiczne: wydane w zwykłym druku pozycje naukowe i popularnonaukowe, poruszające zagadnienia z zakresu problematyki rehabilitacyjnej i społecznej osób z dysfunkcją wzroku.
4. Filmy z audiodeskrypcją: filmy z dodatkową ścieżkę dźwiękową, zawierającą słowny opis wizualnych treści prezentowanych na ekranie.
5. Płyty muzyczne: zbiór muzyki klasycznej i rozrywkowej.
6. Tekst cyfrowy: literatura zapisana w sposób umożliwiający jej odczyt na monitorze brajlowskim lub mową syntetyczną.

Książki wypożyczane są w siedzibie działu, wysyłkowo–za pośrednictwem poczty oraz elektronicznie–w autoryzowanym dostępie zdalnym do cyfrowych zasobów serwisu wypożyczeń on-line.
Dział Zbiorów dla Niewidomych mieści się przy ul. Konwiktorskiej 7

## Biblioteka cyfrowa
Główna Biblioteka Pracy i Zabezpieczenia Społecznego wykorzystuje nowoczesne formy przekazu wiedzy i informacji, prężnie wkraczając w erę digitalizacji. W 2018 roku stulecie swej działalności uczciła utworzeniem Biblioteki Cyfrowej. Powstała ona z myślą o upowszechnianiu dostępu do pozycji znajdujących się w księgozbiorze Działu Zbiorów Pracy i Zabezpieczenia Społecznego. Z jej ogólnodostępnych zasobów, czyli tych, które nie są objęte prawem autorskim, mogą korzystać wszyscy użytkownicy Internetu bez konieczności wychodzenia z domu. Dostęp do treści pozycji chronionych prawem autorskim, jest możliwy na miejscu, w czytelni Biblioteki.

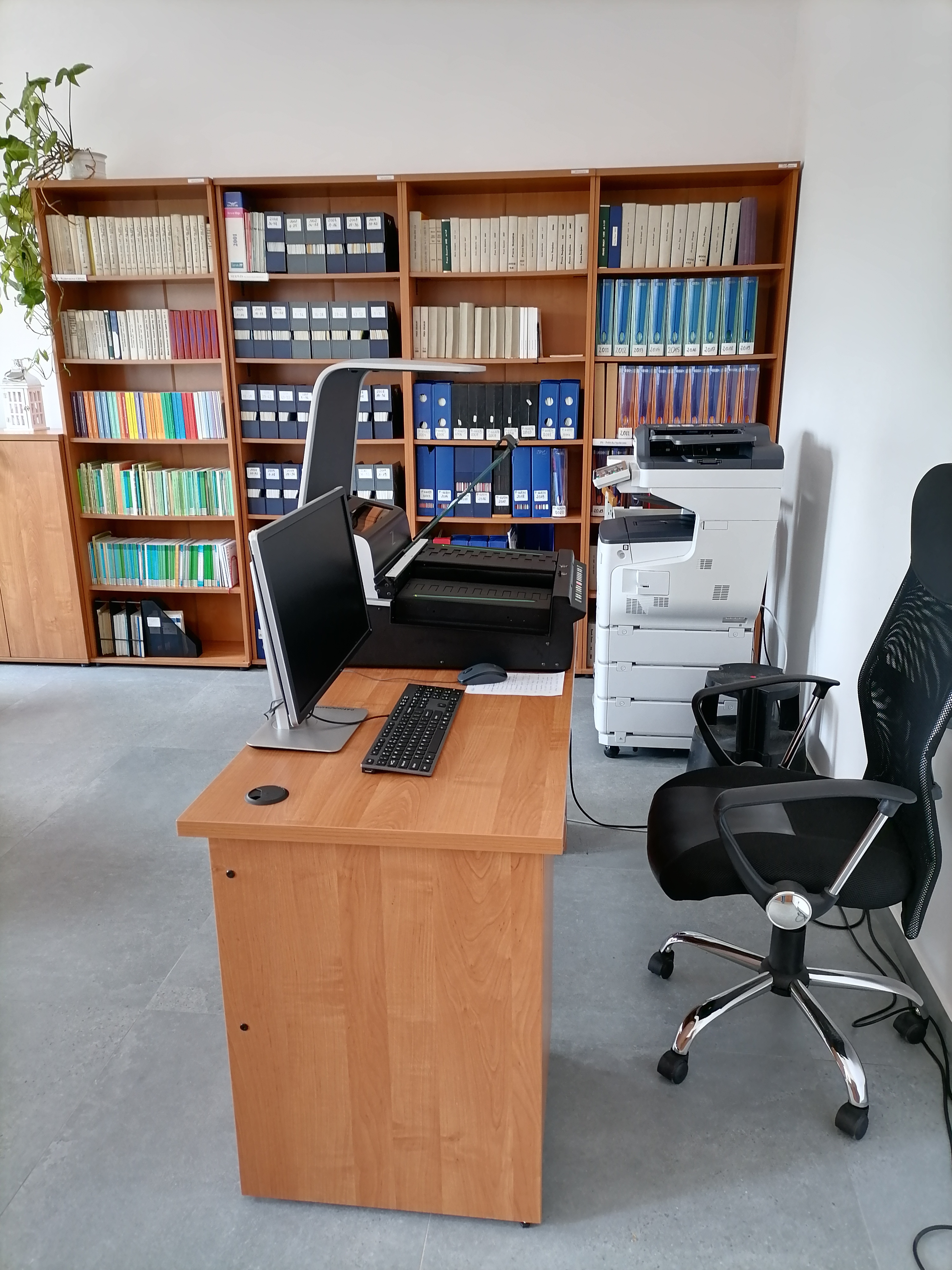
Skaner GBPiZS

Proces digitalizacji Główna Biblioteka Pracy i Zabezpieczenia Społecznego rozpoczęła od najstarszych zbiorów – publikacji z okresu międzywojennego, które stanowią cenny zasób historyczny. Następnie do Biblioteki Cyfrowej włączono układy zbiorowe pracy, które są ważnym źródłem informacji dla osób poszukujących dokumentacji celem uzyskania możliwości ponownego przeliczenia emerytury. Obecnie Biblioteka Cyfrowa GBPiZS liczy już ponad 4000 pozycji, a tytułów stale przybywa. Składają się na nią cztery kolekcje: Układy Zbiorowe Pracy, Księgozbiór Komitetu Pracy i Płac, Bibliografie, Prace doktorskie, Czasopisma, Dokumenty urzędowe, Praca i Polityka Sołeczna.